# Afganistán en los Juegos Olímpicos de la Juventud 2018
Afganistán compitió en los Juegos Olímpicos de la Juventud 2018 en Buenos Aires, Argentina desde el 6 de octubre al 18 de octubre de 2018.

## Medallas
|       | Medalla de oro | Medalla de plata | Medalla de bronce | Total |
| ----- | -------------- | ---------------- | ----------------- | ----- |
| TOTAL | 0              | 0                | 1                 | 1     |

## Medallistas
El equipo olímpico de Afganistán obtuvo la siguiente medalla:
| Nombre                     | Deporte   | Competición   |
| -------------------------- | --------- | ------------- |
| Oro                        |           |               |
| Plata                      |           |               |
| Bronce                     |           |               |
| Nisar Ahmad Abdul Rahimzai | Taekwondo | Más de 73Kg M |

## Participantes
La siguiente es la lista con el número de participantes en los Juegos por deporte/disciplina.
| Deporte   | Masculino | Femenino | Total |
| --------- | --------- | -------- | ----- |
| Atletismo | 0         | 1        | 1     |
| Boxeo     | 1         | 0        | 1     |
| Taekwondo | 1         | 0        | 0     |
| Total     | 2         | 1        | 3     |

### Atletismo
Evento de Pista
Femenino
| Atleta    | Evento         | Serie 1 | Serie 1 | Serie 2      | Serie 2      | Total        | Total        |
| Atleta    | Evento         | Tiempo  | Puesto  | Tiempo       | Puesto       | Tiempo       | Puesto       |
| --------- | -------------- | ------- | ------- | ------------ | ------------ | ------------ | ------------ |
| Nazi Yari | 100 m Femenino | 17.43   | 40      | No participó | No participó | No participó | No participó |

### Boxeo
Masculino
| Atleta                 | Evento     | Ronda Preliminar 1  | Ronda Preliminar 2                        | 5° Puesto                      | 5° Puesto |
| Atleta                 | Evento     | Oponente Resultado  | Oponente Resultado                        | Oponente Resultado             | Puesto    |
| ---------------------- | ---------- | ------------------- | ----------------------------------------- | ------------------------------ | --------- |
| Sultan Mohammad Naeemi | Hasta 52Kg | Sukthet (THA) P 0-5 | Chalot de Oliveira (BRA) P No se presentó | Maouche (ALG) P No se presentó | 6         |

### Taekwondo
Masculino
| Atleta                     | Evento      | Cuartos de final             | Semifinal              | Final              | Final             |
| Atleta                     | Evento      | Oponente Resultado           | Oponente Resultado     | Oponente Resultado | Puesto            |
| -------------------------- | ----------- | ---------------------------- | ---------------------- | ------------------ | ----------------- |
| Nisar Ahmad Abdul Rahimzai | Más de 73Kg | Mohamed Khalaf (EGY) G 29-25 | Khosravi (IRI) P 16-19 | No avanzó          | Medalla de bronce |

- Datos: Q57584854
- Multimedia: Afghanistan at the 2018 Summer Youth Olympics / Q57584854